# Hestetyven
Hestetyven er en dansk stum dramafilm fra 1908 produceret af Nordisk Films Kompagni og instrueret af Viggo Larsen.

## Handling
Denne artikel mangler et handlingsreferat. Hjælp os med at skrive det.

## Medvirkende
- Poul Gregaard